# Bang Your Head
Bang Your Head, stylisé Bang Your Head !!!, aussi appelé Bang Your Head Festival, est un festival de heavy metal, organisé annuellement à Balingen, en Allemagne. L'édition 2023 du festival est annulée à la dernière minute, et l'équipe annonce la fin du festival pour des raisons économiques.

## Histoire
La première édition a lieu en 1996. Ce n'était alors qu'un petit festival en intérieur ayant réuni 600 spectateurs. jusqu'en 1998, les spectacles ont lieu à la Stefan-Hartmann-Halle de Tübingen. Cependant depuis 1999, le festival, devenu de plus en plus important, s'organise désormais en plein air à Balingen pour des raisons de sécurité et de commodité. Cet évènement a attiré environ 20 000 spectateurs par édition.
En 2010, pour la première fois, trois groupes se produisent chaque soir dans la Volksbank-Messehalle en tant que programme alternatif. En 2015, le festival Bang Your Head fête son 20e anniversaire sous le slogan Best of the Best. A cette occasion, tous les groupes, sauf un nouveau (Dream Theater), avaient déjà été invités et le festival a duré trois jours au lieu de deux auparavant. Les premiers groupes avaient déjà été annoncés lors du festival 2014.
En 2018, le festival fête ses 20 ans en plein air à Balingen. En amont du festival 2018, une affiche promotionnelle annonçait le slogan End of an Era. L'organisateur Horst Franz a répondu aux rumeurs concernant la fin du festival par un discours émotionnel, dans lequel il a évoqué la situation financière tendue concernant les cachets des têtes d'affiche, les shitstorms (des clashs contre le festivals par les internautes) sur Internet contre le festival ainsi que l'offre pléthorique de festivals. End of an Era serait toutefois synonyme de changement, à savoir qu'il faudrait trouver de nouvelles têtes d'affiche et augmenter le prix des billets de 20 € pour 2019. Finalement, le festival 2019 a lieu comme prévu du 11 juillet 2019 au 13 juillet 2019.
En 2020 et 2021, le festival Bang Your Head est suspendu en raison de la pandémie de Covid-19 et des mesures de lutte contre la pandémie qui en découlent, et a été initialement reporté à 2022. Dès 2021, à l'exception d'une brève annonce intermédiaire en février 2022, il n'y a eu aucune communication concernant la tenue du festival. À la mi-mai 2022, l'organisateur a finalement publié une déclaration vidéo selon laquelle le festival Bang Your Head devait également être annulé ou reporté en 2022. Les raisons en sont diverses maladies graves de l'organisateur, qui ont rendu impossible la tenue du festival, ainsi que le renchérissement des prix dû à la pandémie de Covid-19, la guerre en Ukraine et le manque de personnel. Enfin, le festival 2023 est annoncé avoir lieu avec l'aide d'un partenaire de coopération. Cependant, l'édition 2023 est de nouveau annulée en début mai de cette année, et l'équipe annonce sa fin,.

## Programmations

### 1999
- Deep Purple, Motörhead, Dio, HammerFall, W.A.S.P., Grave Digger, Pretty Maids, Destruction, Lizzy Borden, Riot, Pink Cream 69, Metalium, Temple of the Absurd, Steel Prophet, Marshall Law, Labyrinth, Get Animal.

### 2000
- Scorpions, Running Wild, Doro, Demons Wizards, Saxon, Jag Panzer, Rage, Krokus, U.D.O., Virgin Steele, Watchtower, Primal Fear, Axxis, Manilla Road. Jacob's Dream, Edguy, Exciter, Destiny's End, Lefay, Evergrey, Rawhead Rexx, Chinchilla.

### 2001
- Dee Snider, Judas Priest, Savatage, Stratovarius, Megadeth, Uriah Heep, Rose Tattoo, Axel Rudi Pell, Armored Saint,  Six Feet Under, Kreator, Company of Snakes, Vicious Rumors, Kamelot, Helstar, Anvil, Brainstorm, Solitude Aeternus, Squealer, Eidolon, Tierra Santa, Couragous.

### 2002
- Slayer, Saxon, Halford, Nightwish, Doro, Fozzy, Gamma Ray, Nevermore, Rawhead Rexx, Iron Savior, Candlemass, Titan Force, Bonfire, Shakra, Jag Panzer, Vanden Plas, Rhapsody, Tankard, Rival, Mägo de Oz, S.A. Adams.

### 2003
- Twisted Sister, Dio, Thin Lizzy, HammerFall, U.D.O., Sodom, Overkill, Hypocrisy, Y&T, Dokken, TNT, Annihilator, Masterplan, Amon Amarth, Brainstorm, Axxis, Pink Cream 69, Rob Rock, Bitch, Angel Witch, Destructor, Hirax.

### 2004
- Iced Earth, Alice Cooper, Queensrÿche, Sebastian Bach, Gotthard, Testament, Children of Bodom, UFO, Anthrax, Magnum, Primal Fear, Death Angel, Blaze, Lillian Axe, Kingdom Come, Omen, Shok Paris, Angel, Ruffians, Ballistic, Cage, Majesty.

### 2005
- Twisted Sister, Motörhead, Dio, Saxon, Mike Tramp's White Lion, Hanoi Rocks, Doro, U.D.O., Sebastian Bach, Gamma Ray, Nevermore, Krokus, Axel Rudi Pell, Destruction, Virgin Steele, Amon Amarth, Tankard, Candlemass, Jag Panzer , Morgana Lefay, Excite, Nasty Savage, Vicious Rumors, Demon.

### 2006
- Whitesnake, In Flames, Vengeance, Stratovarius, Helloween, Y&T, Quiet Riot, Rik Emmett, Jon Oliva's Pain, Unleashed, Death Angel, Exodus, Armored Saint, Flotsam and Jetsam, L.A. Guns, Leatherwolf, Victory, Count Raven, Powerwolf, Hellfueled.

### 2007
- Heaven and Hell, Edguy, HammerFall, Amon Amarth, Amorphis, Archer, Brainstorm, Dark Tranquillity, Evergrey, Finntroll, Girlschool, Mercenary, Mystic Prophecy, Nazareth, Powermad, Praying Mantis, Steelheart, Thunder, Violent Storm, W.A.S.P., Wolf.

### 2008
- Judas Priest, Queensrÿche, Saxon, White Lion, Great White, Rage, Grave Digger, Tankard, Obituary, Onslaught, Ensiferum, Korpiklaani, Forbidden, Lizzy Borden, Agent Steel, Secrecy, Breaker, Týr, Age of Evil, Contracrash.

### 2009–2019

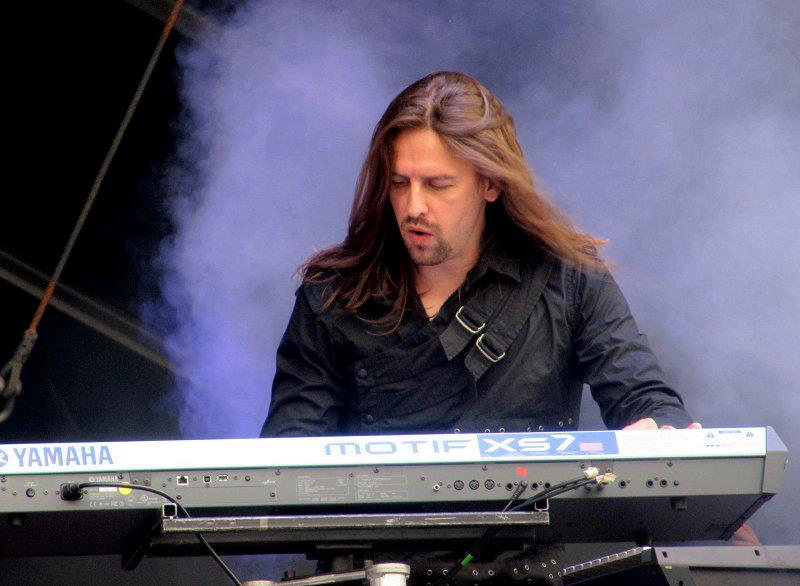
Oliver Palotai, musicien de Kamelot, Bang Your Head, 2012

### 2020, 2023
Programmes annulés. 

### 2021
Saxon, Epica, Ace Frehley, Benediction, Angelus Apatrida, Solstice, Anthem, Atlantean Kodex, Benediction, Blizzen, Phil Campbell and the Bastard Sons, Fifth Angel, Hardcore Superstar, Heathen, The Iron Maidens, Kissin' Dynamite, Leatherwolf, Legion of the Damned, Lord Vigo, Memoriam, Midnight, Night Demon, Onslaught, Praying Mantis, Rage, Riot V, Shakra, Skull Fist, Snakebite, Space Chaser,, Suicidal Angels, Tankard, Unleashed, Victory, Winterstorm.

### 2022
- Saxon, Epica, Ace Frehley, Benediction, Angelus Apatrida, Solstice, Anthem, Atlantean Kodex, Blizzen, Phil Campbell and the Bastard Sons, Fifth Angel, Hardcore Superstar, Heathen, The Iron Maidens, Kissin' Dynamite, Leatherwolf, Legion of the Damned, Lord Vigo, Memoriam, Midnight, Night Demon, Onslaught, Praying Mantis, Rage, Riot V, Shakra, Skull Fist, Snakebite, Space Chaser, Suicidal Angels, Tankard, Unleashed, Victory, Winterstorm.